# Simićevo
Simićevo (en serbe cyrillique : Симићево) est une localité de Serbie située dans la municipalité de Žabari, district de Braničevo. Au recensement de 2011, elle comptait 1 191 habitants.
Simićevo est officiellement classé parmi les villages de Serbie.

## Démographie

### Évolution historique de la population
| 1948  | 1953  | 1961  | 1971  | 1981  | 1991  | 2002  | 2011  |
| ----- | ----- | ----- | ----- | ----- | ----- | ----- | ----- |
| 3 089 | 3 065 | 2 769 | 2 514 | 2 263 | 2 006 | 1 465 | 1 191 |

|  |